# Platnickia elegans
Platnickia elegans är en spindelart som först beskrevs av Hercule Nicolet 1849.  Platnickia elegans ingår i släktet Platnickia och familjen Zodariidae. Inga underarter finns listade i Catalogue of Life.